# Robert Neelly Bellah
Robert Neelly Bellah (Altus, Oklahoma 23 de fevereiro de 1927 — 30 julho de 2013, Berkeley, Califórnia), conhecido como Robert Bellah foi um sociólogo e educador norte-americano. 

## Biografia
Robert Bellah nasceu em Altus, Oklahoma e cresceu em Los Angeles na Califórnia. Seu pai era editor de um jornal local e faleceu quando Bellah tinha apenas dois anos, quando, então, sua familia mudou-se para Los Angeles.  Bellah frequentava a Igreja Presbiteriana, com pessoas de todas as confissões religiosas. Entrou em contato com a literatura marxista, no ensino médio. Serviu ao Exército de 1945 a 1946, em Harvard e assumiu posição de liderança no John Reed Club, ligado ao Partido Comunista. Seu mentor em Harvard foi o famoso Talcott Parsons, o teórico da ação social, um dos mais influentes sociólogos do século XX. 
Em 1948, Bellah casou-se com a sua namorada dos tempos colegiais,  Melanie Hyman, ela se transferiu para  Cambridge, Massachusetts, para viver com Bellah, depois de se graduar na  Universidade Stanford. Tiveram quatro filhos. O casal Bellah sofreu um grande impacto emocional com a perda de duas filhas, a primeira num ato suicida, e a segunda num acidente de automóvel, em 2010.
Robert Bellah ocupou a cátedra do Centro de Estudos Japoneses e Coreanos por três décadas na  Universidade da Califórnia, em Berkeley. Suas reflexões sobre a religião civil, a identidade político-cultural da América, seus fundamentos históricos,  foram de grande importância no período da Guerra Fria e ainda hoje.

## Carreira
Bellah obteve sua graduação e doutorado na Universidade Harvard. Influente teórico, especialista na cultura japonesa e em estudos sobre a influência da religião e das tradições culturais na organização social e política das nações modernas e dos EUA, especialmente. Bellah graduou-se em antropologia social em 1950, sua tese de graduação teve como titulo Apache Kinship Systems, tese que ganhou o Prêmio Phi Beta Kappa, sendo publicada pela editora da Universidade Harvard.  Em 1955, Bellah recebeu seu Doutorado/ Ph.D. da Universidade Harvard em Sociologia e Línguas do Extremo Oriente e publicou sua tese doutoral Tokugawa Religion, em 1957.
Durante o período do Macartismo, o FBI intimou Robert Bellah a informar o nome de seus colegas na antiga organização comunista a que pertencera. R. Bellah foi forçado a deixar os Estados Unidos e a residir no Canada, em Montreal, onde permaneceu por dois anos,  sendo agraciado como o titulo de "membro pós-doutoral" do Instituto Islâmico da Universidade McGill.  Ele regressou aos EUA, após o falecimento do senador Joseph McCarthy, quando as perseguições terminaram.
Após dois anos de estudos na fase pós-doutoral, no centro de Estudos Islâmicos na Universidade McGill, em Montreal, Bellah começou a lecionar em Harvard, em 1957, e se transferiu dez anos depois, para a Universidade da Califórnia em Berkeley. Ele atuou como professor de sociologia na Universidade da Califórnia em Berkeley, por 30 anos, de 1967 a 1997. 
Robert Bellah faleceu aos 86 anos, devido a complicações depois de uma cirurgia cardíaca. 

## Pensamento
Tokugawa Religion: The Values of Pre-Industrial Japan  deu inicio a tradição de seus estudos sociológicos da religião e da cultura. Uma  coleção de seus principais ensaios sobre a cultura japonesa com o titulo Imagining Japan, foi lançada em 2003, abordando a relação entre as raízes culturais do Japão e a modernidade, são os escritos mais importantes de Bellah sobre a história e cultura do Japão. 
Trechos de seu ensaios Religious Evolution e Civil Religion in America encontram-se na obra The Robert Bellah Reader de 2006, co-editada com o Professor da Universidade de Emory, Steven M. Tipton. Robert Bellah apresenta uma visão geral de sua vida como catedrático, seus estudos de teoria sociológica sobre uma variedade de culturas e sociedades, com o objetivo de entender o significado da modernidade e dos problemas da modernidade. Temas diversos são abordados como ética, filosofia, história das ideais, além de política e religião.
A força da moral religiosa na tradição cultural e política do Ocidente e, particularmente, nos EUA, é o tema central de suas análises e reflexões. Através do conceito de "religião civil", Bellah explica como a história dos EUA tem sido apresentada por intelectuais e homens públicos em termos religiosos, desde a partida dos Peregrinos da Inglaterra, até  a Declaração de Independência, passando pela Guerra  de Independência/Revolução Americana, Guerra Civil, Guerra Fria, Movimento dos Direitos Civis, chegando aos temos atuais, no caso da guerra ao terrorismo e de uma outra série de questões. O discurso religioso frequentemente usado para justificar a mobilização e legitimar a ação em diversos momentos da história. 
Bellah analisa as formas como os pensamentos de esquerda e de direita se apropriam do discurso religioso e criticam as posições políticas contrárias, segundo suas respectivas interpretações da Bíblia. A hierarquia de valores que elaboram, baseados no seu entendimento da mensagem oferecida pela religião. Como, enfim, identificam a ideia ou a missão da América no mundo, a partir do que entendem como Vontade Divina , e, assim, a ênfase diferenciada que conferem a temas como aborto, união civil homossexual, justiça social, liberdade de escolha individual, guerra ao terrorismo e etc.
O fundamentalismo religioso é a negação da modernidade, o caminho correto, segundo Robert Bellah, é sempre buscar equilibrar tradição e racionalismo, fé e razão, cristianismo e iluminismo. Bellah não é um homem religioso, mas entende que esse simbolismo é importante, quando devidamente trabalhado pela razão. Ele crê na sabedoria e rejeita o domínio do pessimismo intelectual. Tem uma visão otimista sobre uma humanidade comungando de um projeto comum. Como educador, jamais admite transmitir desesperança a seus alunos. Há um otimismo ou forte esperança na vitória da razão em sua obra e em sua atividade como educador.
Bellah é um crítico das teorias baseadas em indivíduos isolados, decisões relativas a interesses exclusivamente pessoais, sem considerar o conjunto de relações socais em que se encontram inseridos, ele recorre ao pensamento de Émile Durkheim para fundamentar sua posição teórica (Cfr. Emile Durkheim on Morality and Society, 1973).
Robert Bellah afastou-se do socialismo por verificar que a experiência histórica revelara o sistema soviético como extremamente mau e o Partido Comunista americano como extremamente autoritário, mas reconhece no socialismo, um poderoso crítico do capitalismo. Em relação ao socialismo, ele não crê no seu renascimento, mas, de nenhum modo, aceita uma economia de mercado sem limites éticos, impostos na forma de leis e instituições.

## Homenagens e condecorações
Em 2000, o Presidente Bill Clinton condecorou Robert Neelly Bellah com a Medalha Nacional de Humanidades, em 2007, ele recebeu o Prêmio da Academia Americana de Religião Martin E. Marty para a  Compreensão Pública das Religiões.   

## Obras
- Religion and Progress in Modern Asia, 1965
- Beyond Belief, 1970
- Emile Durkheim on Morality and Society, 1973
- The Broken Covenant: American Civil Religion in Time of Trial, 1975
- The New Religious Consciousness, 1976
- Individualism and Commitment in American Life: Readings on the *Themes of Habits of the Heart, 1987
- Uncivil Religion, 1987
- Varieties of Civil Religion, 1990
- The Good Society, 1991
- Imagining Japan,  2003
- The Robert Bellah Reader, 2006
- Religion in Human Evolution: From the Paleolithic to the Axial Age, 2011.